# Nigel Otermans
Nigel Otermans (Maastricht, 4 december 2001) is een Nederlands illusionist.

## Carrière
Op elfjarige leeftijd zag Otermans een goocheltruc, waarna hij zelf ging goochelen.
Otermans heeft meerdere prijzen gewonnen, waaronder Nederlands Jeugdkampioen Toneelgoochelen in 2019. Hierop werd hij uitgenodigd dat jaar deel te nemen aan de Hans Klok Trophy. Tijdens de wedstrijd ging het echter mis in de finale van zijn act. Verder was Otermans een van de finalisten bij Kunstbende Theater en Circus Got Talent.
Hij was tevens te gast bij onder meer Beau en Dijkstra-en-Evenblij-ter-plekke.  Ook heeft hij in de Medammecour van 2019 en 2023 opgetreden. In 2023 verscheen de documentaire This Magic Moment over het leven van Otermans. In de film vraagt hij zijn assistente ten huwelijk. De documentaire werd geproduceerd door Orange Media en uitgezonden door Omroep MAX op NPO 2. 

## Prijzen en onderscheidingen
- 2019 - Nederlands jeugdkampioen toneelgoochelen
- 2020 - Eerste bij Kunstbende Theater
- 2022 - Nederlands kampioen illusionisme[9][10]